# Довгоногий сцинк
Довгоногий сцинк (Eumeces) — рід ящірок родини сцинкових (Scincidae). Описано 7(9) видів, поширених в аридних регіонах Африки та Азії. З них 3 види ендемічні.

## Етимологія
Назва роду походить від грецького eumeces = «подовжений», або «хорошої довжини». Також грецьке eumekes = «підтягнутий і високий». Крім того, довгоногі сцинки мають добре розвинені п'ятипалі кінцівки, що не характерно для інших сцинкових, у більшості яких кінцівки слабо розвинені або редуковані. 
Назва на інших мовах: long-legred skinks (англ.; дослівно «довгоногі сцинки»); Langbeinige Skinke (нім.; дослівно «довгоногі сцинки»); длинноногие сцинки (рос.).

## Опис
ящірки середнього розміру. Загальна довжина представників роду сягає до 45 см. Характерною особливістю довгоногих сцинків є струнке, щільне і пружне тіло, вкрите більш-менш однорідною гладенькою рибоподібною лускою. Кінцівки добре розвинуті, з п'ятьма пальцями. Голова в самців пропорційно більша і ширша, ніж у самиць. Вухо з барабанною перетинкою. Очі захищені щільними роздільними повіками, нижнє з них без прозорого віконця.
Основний фон забарвлення коричневий, коричнево-сірий, оливково-сірий з жовто-помаранчевими, червоними, рожево-червоними плямами. Черево малинове, жовте або помаранчеве. Молоді особини темні, зазвичай сильно смугасті, хвости яскраво забарвлені. У дорослих спостерігається зменшення або втрата смуг і забарвлення хвоста.

## Поширення
Представники роду поширені у Північній Африці (Алжир, Марокко, Туніс, Єгипет, Лівія), Західній, Центральній та Південній Азії (Афганістан, Вірменія, Азербайджан, Кіпр, Грузія, Північна Індія, Іран, Ірак, Ізраїль, Йорданія, Казахстан, Киргизстан, Ліван, Пакистан, Росія, Саудівська Аравія, Сирія, Таджикистан, Туреччина, Туркменістан, Узбекистан).
3 види довгоногих сцинків ендемічні: Eumeces cholistanensis (Пакистан); Eumeces indothalensis (Пакистан); Eumeces persicus (Іран).

## Особливості біології
Населяють переважно кам'янисті місцевості з розвинутою трав'янистою рослинністю, розрідженими чагарниками та рідколіссям. Активні вдень. Ведуть наземний спосіб життя, здатні швидко закопуватись у пухкий ґрунт. Добре лазять по камінню та деревах.
Довгоногі сцинки належить до яйцекладних плазунів. Самиці відкладають 
зазвичай до 10 яєць.
Живляться здебільшого комахами, а також іншими безхребетними, дрібними ящірками, ссавцями, плодами, рослинною їжею.

## Охорона
Внаслідок недостатньої вивченості природоохоронний статус більшості видів довгоногих сцинків залишається невизначеним (DD, згідно Червоного списку МСОП: Eumeces cholistanensis, Eumeces indothalensis) або взагалі відсутній (NA: Eumeces pavimentatus, Eumeces persicus, Eumeces princeps). Тільки 3 види оцінені як «відносно благополучні» (LC), зокрема Eumeces algeriensis, Eumeces blythianus, Eumeces schneiderii.

## Систематика
Один із 168 родів родини сцинкових (Scincidae).
Станом на 2024 рік описано 7(9) видів:
- Eumeces algeriensis
- Eumeces blythianus
- Eumeces cholistanensis
- Eumeces indothalensis
- Eumeces pavimentatus
- Eumeces persicus
- Eumeces princeps
- Eumeces schneiderii
- Eumeces zarudnyi